# İstanbul Plak
«İstanbul Plak» — турецький лейбл звукозапису. Заснований Мустафою та Мехметом Согютолу 1963 року. Пізніше[коли?] набув популярності, співпрацюючи зі співаком Тарканом.